# Oriulus eutypus
Oriulus eutypus är en mångfotingart som beskrevs av Chamberlin 1940. Oriulus eutypus ingår i släktet Oriulus och familjen Parajulidae. Inga underarter finns listade i Catalogue of Life.